# Czamarze
Czamarze – część wsi Rybna w Polsce położona w województwie małopolskim, w powiecie krakowskim, w gminie Czernichów.
W latach 1975–1998 Czamarze należały administracyjnie do województwa krakowskiego.